# Église Saint-Martin de Rosel
Pour les articles homonymes, voir Église Saint-Martin.
L'église Saint-Martin est une église catholique située à Rosel, en France.

## Localisation
L'église est située dans le département français du Calvados, dans le bourg de Rosel.

## Historique
Le clocher est classé au titre des monuments historiques depuis le 8 juillet 1910.